# 克里斯蒂安·奧古斯特一世
克里斯蒂安·奧古斯特一世（德語：Christian August 1.，1696年8月4日—1754年1月20日），什勒斯維希-霍爾斯坦-森訥堡-奧古斯滕堡公爵，腓特烈·威廉王子的兒子，1731年繼承伯父恩斯特·奧古斯特的公爵爵位。他娶弗蕾德里克·路易絲（Frederikke Louise），國王克里斯蒂安五世私生子Christian Gyldenløve的女兒。他的兒子是腓特烈·克里斯蒂安一世，下一任什勒斯維希-霍爾斯坦-森訥堡-奧古斯滕堡公爵。